# ماريا بيلو
ماريا بيلو (بالإنجليزية: Maria Bello)‏ ممثلة وكاتبة أمريكية من مواليد 18 أبريل 1967. حاصلة على جائزة جمعية نقاد أفلام شيكاغو عام 2005 كأفضل ممثلة مساندة عن دورها في فيلم تاريخ العنف.

## روابط خارجية
- ماريا بيلو على موقع IMDb (الإنجليزية)
- ماريا بيلو على موقع روتن توميتوز (الإنجليزية)
- ماريا بيلو على موقع مونزينجر (الألمانية)
- ماريا بيلو على موقع ألو سيني (الفرنسية)
- ماريا بيلو على موقع ميوزك برينز (الإنجليزية)
- ماريا بيلو على موقع أول موفي (الإنجليزية)
- ماريا بيلو على موقع بوكس أوفيس موجو (الإنجليزية)
- ماريا بيلو على موقع قاعدة بيانات برودواي على الإنترنت (الإنجليزية)
- ماريا بيلو على موقع قاعدة بيانات الأفلام السويدية (السويدية)
- ماريا بيلو على موقع إن إن دي بي (الإنجليزية)